# Jan Zábrana
Jan Zábrana (Humpolec, 4 giugno 1931 – Praga, 3 settembre 1984) è stato uno scrittore e traduttore ceco.
I suoi genitori, insegnanti, subirono la persecuzione politica del regime comunista in seguito alla rivoluzione del 1948: sua madre, membro del parlamento regionale, fu arrestata e condannata a 20 anni di prigione; e così anche suo padre, sindaco di Humpolec prima della rivoluzione. Tutte le proprietà degli Zábrana vennero confiscate quando Jan aveva diciannove anni. Dal momento che l'accesso agli studi universitari era negato ai non comunisti provò, senza successo, ad entrare in una scuola cattolica per seminaristi. 
Negli anni cinquanta Jan lavorò in una fabbrica siderurgica e scrisse poesie e racconti (pubblicati solo dopo la caduta del regime nel 1989 nel libro Sedm povídek). Dal 1954 lavorò nel campo della traduzione tanto da divenire uno dei migliori traduttori cechi del XX secolo. I suoi interessi erano principalmente focalizzati su autori russi e americani, tra i quali Vasilij Pavlovič Aksënov, Ivan Alekseevič Bunin, Marina Ivanovna Cvetaeva, Osip Ėmil'evič Mandel'štam, Boris Pasternak, Isaak Ėmmanuilovič Babel', e Andrej Platonovič Platonov tra i primi, e Allen Ginsberg, Graham Greene, Sylvia Plath, Lawrence Ferlinghetti, Ezra Pound, e Gregory Corso per i secondi.
Zábrana fu anche autore di saggi (pubblicati solo dopo il 1989). Per tutta la durata degli anni cinquanta, settanta e ottanta Zábrana fu un autore censurato; mentre nel corso degli anni sessanta riuscì a pubblicare una parte dei suoi libri di poesia: Černé ikony (1965), Lynč (1968) e Stránky z deníku (1968), tre storie poliziesche (con Josef Škvorecký), e un racconto per bambini. Durante le persecuzioni degli anni settanta e ottanta lavorò a diverse poesie e ai suoi diari, scritti tra il 1970 e il 1984, anno della sua morte, pubblicati nel 1992 sotto il titolo Celý život. Da questo libro di oltre 2000 pagine Patrik Ouředník ha tratto una selezione pubblicata in Italia con il titolo Tutta una vita (:duepunti, 2009).